# Islas Moleques del Sur
Las islas Moleques del Sur (en portugués: Ilhas Moleques do Sul) es un archipiélago brasileño del océano Atlántico constituido por tres islas. Se localizan en las proximidades de la costa del estado de Santa Catarina (a la cual pertenecen), interponiéndose a mitad de camino las islas Tres Hermanas.

## Características
Estas islas se localizan en las coordenadas27°51′00″S 48°26′00″O / -27.85000, -48.43333 y están situadas a 8,5 km de la punta sur de la isla Santa Catarina y a 14 km de las costas del estado de Santa Catarina, al cual pertenecen. La mayor de las 3 islas cuenta con una superficie de 10,5 ha, posee una altitud máxima de 100 m s. n. m., y una vegetación compuesta por hierbas y arbustos, estando buena parte de la superficie cubierta por rocas. En ella, y con un territorio de unos 40 000 m², habita el único mamífero terrestre del archipiélago, el roedor Cavia intermedia, el cual presenta uno de los casos de endemismo más acusado entre los mamíferos.
El grupo insular es parte de la municipalidad de Florianópolis. Si bien técnicamente las islas están protegidas al haberse legislado que toda entrada de personas al archipiélago está legalmente prohibida en razón de haber sido el mismo designado como «zona de preservación» dentro del parque estadual Serra do Tabuleiro (donde está insertado), su aplicación no se hace cumplir y las personas tienen fácil acceso a la isla.
Estas islas se formaron a causa de la subida del nivel marino ocurrida hace unos 8000 años.
Estas islas constituyen un importante sitio de nidificación para varias especies de aves marinas.